# Karten (sydväst om Vänö, Kimitoön)
Karten är en ö i Finland. Den ligger i Norra Östersjön eller Skärgårdshavet och i kommunen Kimitoön i den ekonomiska regionen  Åboland i landskapet Egentliga Finland, i den sydvästra delen av landet. Ön ligger omkring 77 kilometer söder om Åbo och omkring 170 kilometer väster om Helsingfors. 
Öns area är 1 hektar och dess största längd är 140 meter i sydöst-nordvästlig riktning. Det finns inga samhällen i närheten.